# Рудівка (Старобільський район)
Ру́дівка — село в Україні, у Марківській селищній громаді Старобільського району Луганської області. Населення становить 140 осіб.

## Пам'ятки
Поблизу села розташований загальнозоологічний заказник місцевого значення «Гераськівський».